# Grand Khingan
 (juin 2016).
Le Grand Khingan (mandchou : Amba Hinggan ; chinois simplifié : 大兴安岭 ; chinois traditionnel : 大興安嶺 ; pinyin : dà xīng'ān lǐng ; mongol : ᠶᠡᠬᠡ
ᠬᠢᠩᠭᠠᠨ ᠤ
ᠨᠢᠷᠤᠭᠤ, VPMC : yeqe qingganu nuruɣu, cyrillique : Их Хянганы нуруу, MNS : Ikh Khyangany nuruu) est une chaîne montagneuse volcanique située dans la région autonome chinoise de Mongolie intérieure et dans la province du Heilongjiang. Le Grand Khingan s'étend sur 1 200 km du nord au sud et divise les plaines du nord-est de la Chine à l'est du plateau mongol. L'altitude moyenne est entre 1 200 et 1 300 mètres, et l'altitude maximale est de 2 035 mètres.
Le Petit Khingan est situé à l'est du Grand Khingan.

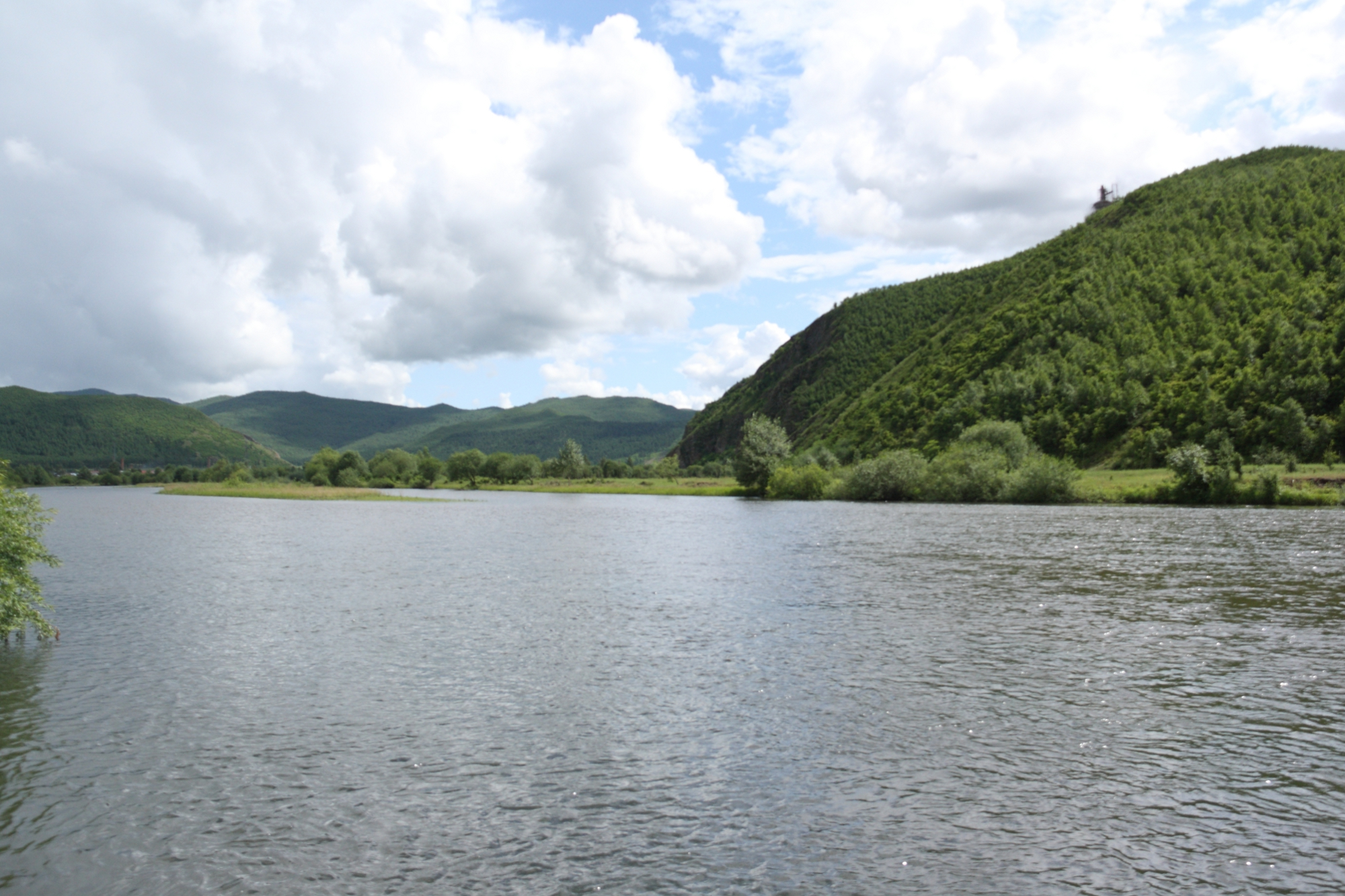
La rivière Yalu dans la chaîne du Grand Khingan.

Le Grand Khingan est fortement boisé. La flore et la faune du Grand Khingan comprennent le choucas de Daourie (Corvus dauuricus), la pie-grièche isabelle (Lanius isabellinus), l'hirondelle rousseline (Hirundo daurica), le nerprun (Rhamnus davurica) et le mélèze de Daourie (Larix gmelinii). La région est appelée « daourienne » et constitue une transition entre les écozones sibérienne et mandchoue.

## Histoire
Les contreforts du Grand Khingan sont riches en pâturages, noyau initial de l’Empire Dong-Hu 东胡 et de ses descendants, les Xianbei, les Wuhuan et les Khitans, fondateurs de la dynastie Liao. On l’appelait, avant la dynastie Qin, « mont Xianbei ». Ces pâturages servirent aussi à l'élevage équin de l'Empire mongol et de la dynastie Yuan qui lui succéda.